# Martina Útlá
Martina Útlá (* 17. Juli 1985 in Nový Jičín, Tschechoslowakei) ist eine tschechische Volleyballspielerin.

## Karriere
Útlá begann ihre Karriere bei TJ Mital Ostrava. Anschließend wechselte sie zu VK Královo Pole Brno. 2009 wurde sie jeweils Zweite in der tschechischen Meisterschaft und im Pokal. Nachdem sie zwischenzeitlich für den griechischen Verein Kifissias Athen gespielt hatte, kehrte sie nach Brünn zurück. In der Saison 2011/12 spielte die Außenangreiferin beim deutschen Bundesligisten VfB 91 Suhl. Nach einer Saison beim Ligakonkurrenten Dresdner SC mit dem Gewinn der Vizemeisterschaft wechselte Útlá 2013 zurück zum VfB Suhl, der nun unter dem Namen VolleyStars Thüringen agierte. In der Saison 2014/15 spielte sie bei CS Volei Alba-Blaj, mit dem sie rumänischer Meister wurde.
Seit 2010 ist Útlá auch in der tschechischen Nationalmannschaft aktiv.